# Gare de Tennoji
La gare de Tennoji (天王寺駅, Tennōji-eki) est une gare ferroviaire de la ville d'Osaka au Japon. Elle est située dans l'arrondissement de Tennōji. La gare est gérée par la JR West et par le métro d'Osaka.

## Situation ferroviaire
La gare de Tennoji est située au point kilométrique (PK) 11,0 de la ligne circulaire d'Osaka, au PK 171,4 de la ligne principale Kansai (PK 50,5 de la ligne Yamatoji), au PK 13,9 de la ligne Midōsuji et au PK 17,8 de la ligne Tanimachi. Elle marque le début de la ligne Hanwa.

## Histoire
La gare est inaugurée le 14 mai 1889. Le métro dessert la gare depuis le 21 avril 1938.

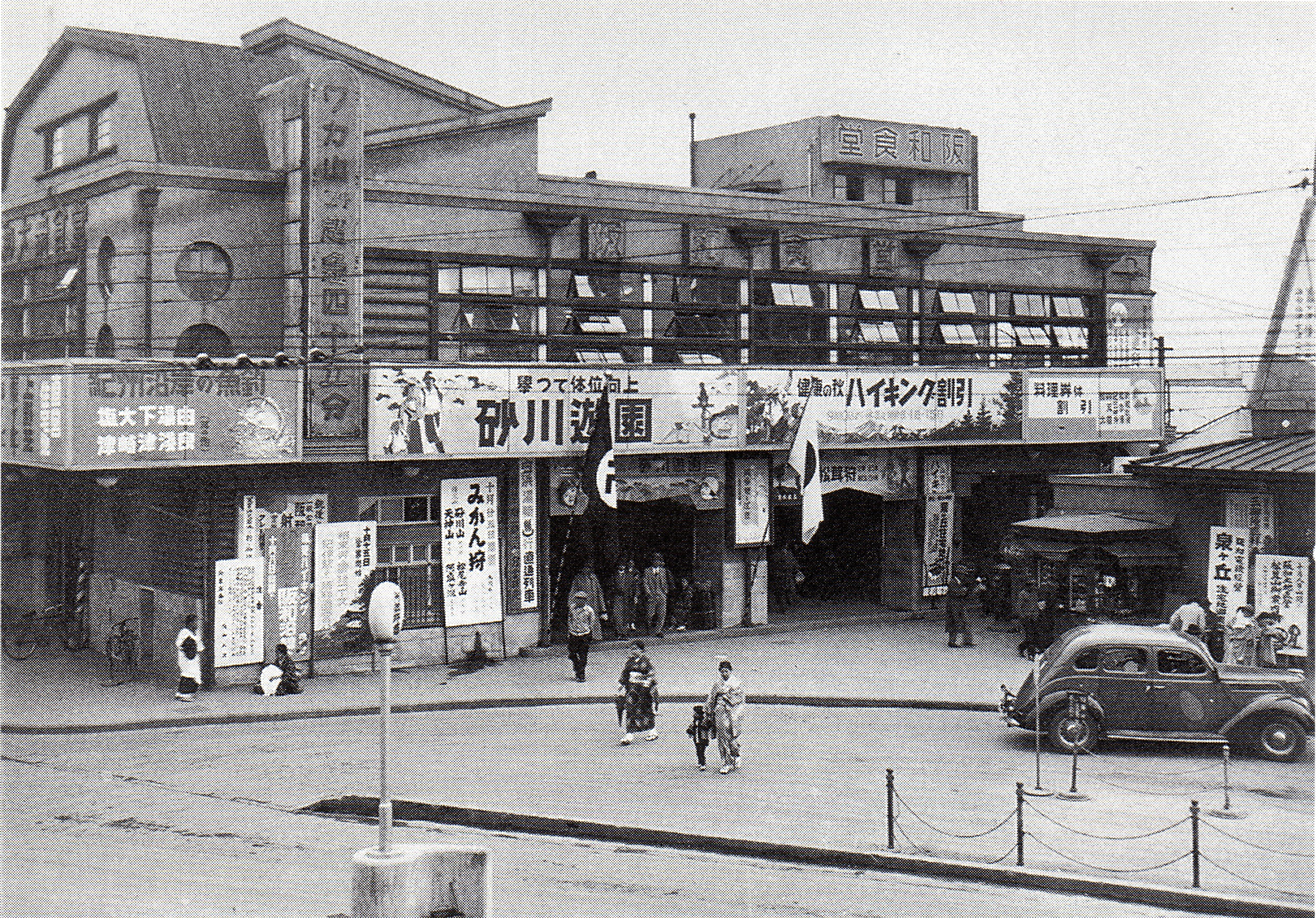
Gare Hanwa Tennōji en 1938

## Services aux voyageurs

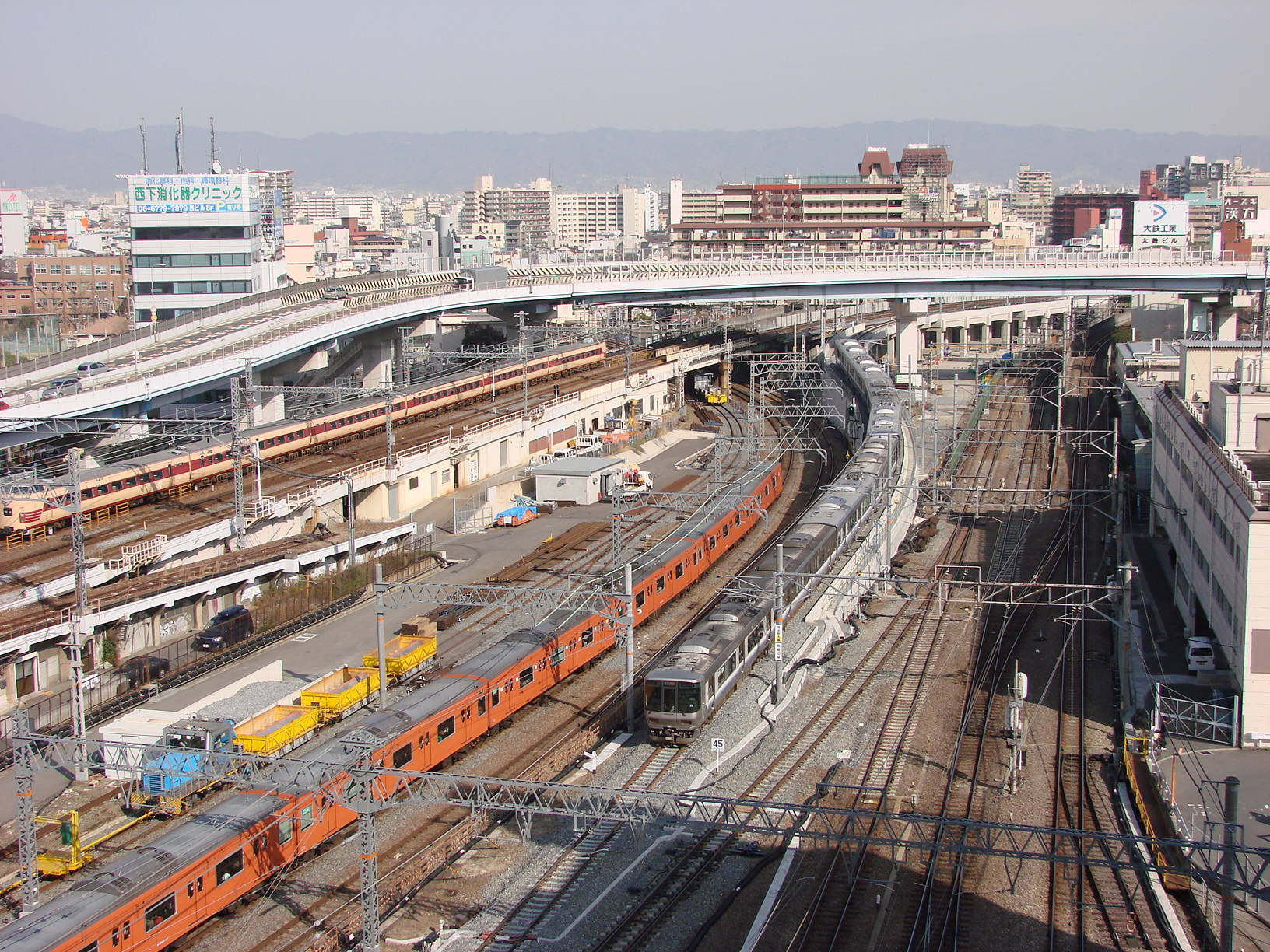
Vue générale des voies (côté est)

### Accès et accueil
La gare dispose d'un bâtiment voyageurs, avec guichet, ouvert tous les jours.

### Desserte

#### JR West
- Ligne Hanwa :
  - voies 1, 3, 4 et 15 : direction Izumi-Fuchū, Hineno, Aéroport du Kansai, Wakayama, Gobō et Kii-Tanabe (trains express)
  - voies 7 et 8 : direction Mikunigaoka, Izumi-Fuchū, Hineno et Wakayama (trains locaux)
- Ligne circulaire d'Osaka :
  - voies 11 et 12 : direction Tsuruhashi et Kyōbashi
  - voies 14, 17 et 18 : direction Nishikujō et Osaka
- Ligne Yamatoji :
  - voies 15 et 16 : direction Ōji, Nara, Kamo et Takada
  - voie 17 et 18 : direction JR Namba

Plan des voies JR

#### Métro d'Osaka
- Ligne Midōsuji :
  - voie 1 : direction Nakamozu
  - voie 2 et 3 : direction Shin-Osaka
- Ligne Tanimachi :
  - voie 1 : direction Yaominami
  - voie 2 : direction Dainichi

### Intermodalité

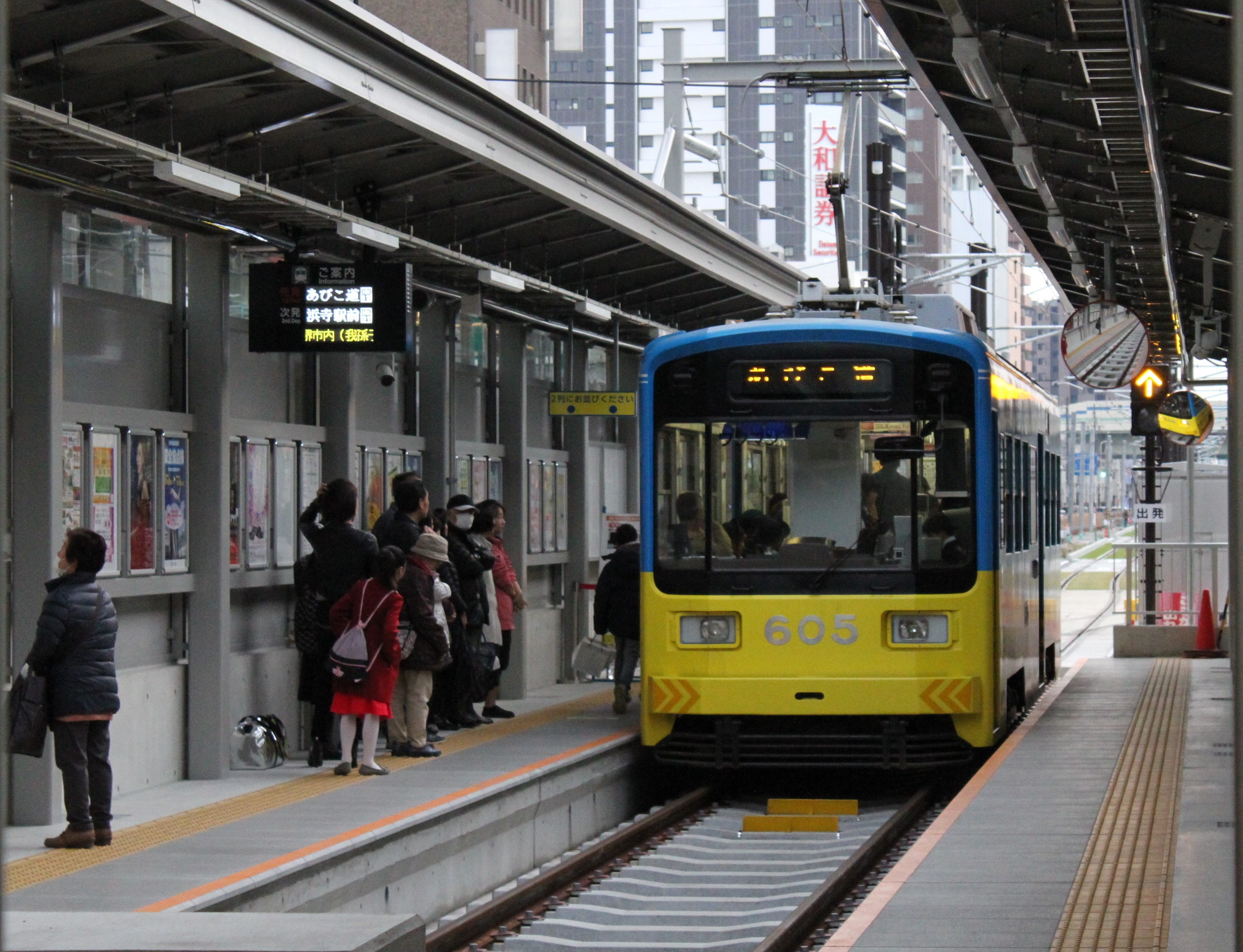
La station de tramway Tennōji-ekimae

La gare d'Osaka-Abenobashi de la compagnie Kintetsu est située au sud de la gare. L'arrêt Tennōjiekimae de la ligne Uemachi du tramway d'Osaka est située à proximité de la gare.

## Dans les environs
- Parc de Tennoji
  - Zoo de Tennoji
  - Musée municipal des beaux-arts d'Osaka
- Abeno Harukas
- Shi Tennō-ji
- Isshin-ji